# Grande Fugue
Pour les articles homonymes, voir Grande Fugue (roman).
La Grande Fugue en si bémol majeur pour quatuor à cordes, opus 133, de Ludwig van Beethoven, est composée entre 1824 et 1825 en tant que dernier mouvement du Quatuor op. 130, puis détachée de cette œuvre pour être publiée séparément en mai 1827. 
Œuvre visionnaire, monumentale dans ses dimensions et dans sa puissance expressive, elle est considérée comme le couronnement de l'œuvre pour quatuor de Beethoven.

## Contexte
La Grande Fugue est une des toutes dernières œuvres de Beethoven. Seuls les Quatuors op. 131 et op. 135 lui sont postérieurs. Elle est d'abord le sixième et dernier mouvement du Treizième Quatuor, où elle succède à la douloureuse cavatine. Beethoven estimait beaucoup sa fugue, à propos de laquelle il avait confié à son ami le violoniste Holz : « Ce n'est pas de l'art que de faire une fugue : j'en ai fait par douzaines, à l'époque de mes études. Mais l'imagination réclame aussi ses droits ; et aujourd'hui, il faut qu'un autre esprit, véritablement poétique, entre dans la forme antique ». 
Le quatuor est créé par le quatuor Schuppanzigh le 21 mars 1826. Seuls les deuxième et quatrième mouvements sont applaudis et bissés. Beethoven se faisant rapporter la scène entre en rage et déclare : « Les bœufs ! Les ânes ! oui, ces friandises ! ils se les font resservir encore une fois ! Pourquoi pas plutôt la fugue ? Elle seule aurait dû être rejouée. »,.
Pourtant ses dimensions hors du commun, la virtuosité qu'elle exige des exécutants et l'accueil glacial du public conduisent l'éditeur Artaria à réclamer que la fugue soit séparée du quatuor et publiée à part. Beethoven qui n'avait jamais eu pour habitude de se soucier des caprices du public ni des doléances des instrumentistes ne s'exécute qu'à grand regret. Il compose à l'automne de 1826 un finale de substitution pour le Treizième Quatuor — un Allegro ne manquant pas d'intérêt, mais incomparablement plus léger que le finale initial. Il s'agit de son ultime œuvre achevée.
La Grande Fugue est publiée en partition séparée après la mort de Beethoven en mai 1827 chez Mathias Artaria, à Vienne, avec une dédicace à l'Archiduc Rodolphe d'Autriche.

## LaGrande Fugueet la critique
Au cours du XIXe siècle l'œuvre est à peine plus appréciée. Daniel Gregory Mason la juge « repoussante » tandis que Louis Spohr parle d'une « horreur indéchiffrable ». Il faut attendre le début du XXe siècle pour que cette œuvre soit enfin reconnue comme pièce majeure. Igor Stravinsky qui n'avait pas toujours aimé Beethoven déclara à la fin de sa vie y voir « une œuvre immortelle et à jamais contemporaine ». 
Aujourd'hui peu de spécialistes contestent qu'il s'agit d'une des plus grandes réalisations de Beethoven. 
A titre d'exemple et selon Walter Willson Cobbett : « Cette œuvre un peu étrange .....est digne d'une étude profonde et sérieuse car les mystérieuses beautés dont elle est remplie ne sont révélées qu'à ceux qui peuvent s'élever à la hauteur de l’esprit de Beethoven ».

## Musique
La Grande Fugue est une démonstration des procédés expérimentés par Beethoven dans sa dernière période créatrice. Ainsi elle combine la forme sonate, le style fugué et la variation. Elle partage avec le finale de la Neuvième Symphonie la particularité de contenir plusieurs sections, comme autant de mouvements à l'intérieur d'un unique grand mouvement. Chaque section est construite sur une transformation du thème initial.
Elle n'est en réalité que le commentaire du 1er mouvement de ce quatuor, dont elle constitue la péroraison.
Sa durée d’exécution est d'environ 15 minutes.

### Structure
De par ses dimensions monumentales, ses fréquents changements de tonalités et de thèmes, l'œuvre, bien que n'étant constituée que d'un seul mouvement, peut être analysée comme une synthèse de la forme sonate bithématique de la seconde moitié du XVIIIe siècle, du thème et variations ainsi que de la forme symphonique classique :
| Forme « symphonie » | Introduction | Allegro                  | Adagio         | Scherzo, Finale | Scherzo, Finale           | Scherzo, Finale | Scherzo, Finale | Scherzo, Finale | Scherzo, Finale |
| Forme sonate        | Introduction | Exposition               | Exposition     | Exposition      | Développement             | Développement   | Réexposition    | Réexposition    | Coda            |
| Forme sonate        | Introduction | Thème A                  | Thème B        | Pont            | Développement             | Développement   | Réexposition    | Réexposition    | Coda            |
| Mesures             | 1 — 30       | 31 — 158                 | 159 — 232      | 233 — 272       | 273 — 492                 | 493 — 532       | 533 — 657       | 658 — 662       | 663 — 741       |
| Tonalités           | Sol – Si     | Si – Mi – Rém – Dom – Si | Sol – Ré – Sol | Si              | La – Sim – Fam – Mim – La | La – Fa         | Si              | Si              | Si              |
| Mesure              | —            | 4/4                      |                |                 |                           |                 |                 | —               |                 |

### Thèmes
L'œuvre débute sur une ouverture lente de 30 mesures qui commence par une unisson forte de toutes les voix sur sol. Le thème principal de la fugue à suivre, introduit en sol majeur puis en si bémol majeur, est immédiatement énoncé dans trois variations rythmiques différentes. Ce motif est constitué de huit notes qui montent chromatiquement. Il n'est pas sans rappeler le sujet de la fugue en si mineur de Jean-Sébastien Bach.
En constraste frappant avec ce court motif chromatique, le deuxième thème de la fugue s'élance dans de grands intervalles de dixièmes et douxièmes dans une rythmique moderne élaborée :
Un troisième motif en sol bémol majeur, noté Thème B sur le tableau ci-dessus et apparaissant mesure 159, est constitué uniquement de doubles-croches et signe le retour au calme à la suite de la première section fuguée :

## Adaptations

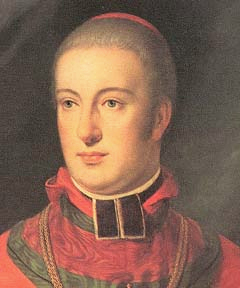
L'archiduc Rodolphe d'Autriche, dédicataire de la Grande fugue op.133

- Quand Beethoven eut accepté de séparer la Grande Fugue du 13e quatuor, son éditeur Artaria lui proposa de publier en même temps que le quatuor une transcription pour piano à quatre mains de la Grande fugue. En avril 1826, Beethoven confia cette tâche à Anton Halm[1],[9]. Mécontent du résultat, il refit le travail lui-même début septembre 1826. Elle sera publiée en mai 1827 sous le numéro d'opus 134[10]. Cette version est très rarement jouée.
- P. D. Q. Bach en a tiré une version parodique, Grossest Fugue (la fugue la plus vulgaire, en anglais).

## La redécouverte du manuscrit
Le 1er décembre 2005, un manuscrit original comportant 80 pages de la Grande Fugue (la version transcrite par Beethoven pour piano à quatre mains et publiée sous l'opus 134) a été vendu à Londres par la maison Sotheby's pour 1,13 million de livres (1,6 million d'euros). Cela faisait 115 ans que cette partition avait disparu. L'acheteur est Bruce Kovner, un multimilliardaire qui en a fait don, ainsi que de 139 autres partitions originales et rares, à la Juilliard School en février 2006. Le manuscrit avait été retrouvé dans les caves du Séminaire théologique Palmer, à Philadelphie (USA) en juillet 2005.

## Repères discographiques
- Quatuor Busch, 1942 (Sony)[12]
- Quatuor Italiano, 1968 (Philips)[13],[14]
- Quatuor Végh, 1974 (Auvidis-Valois)[15]
- Quatuor Alban Berg, 1979 (EMI)[16],[17]
- Quatuor Talich, 1980 (Calliope)[18]
- Quatuor Takács, 2005 (Decca)[19]
- Quatuor de Tokyo, 2010 (Harmonia Mundi)[20]
- Quatuor Artemis, 2011 (Virgin Classics)
- Quatuor Ebène, 2019 (Erato)